# EBOH in het seizoen 1956/57
Het seizoen 1956/1957 was het derde jaar in het bestaan van de Dordtse betaaldvoetbalclub EBOH. De club kwam uit in de Eerste divisie B en eindigde daarin op de 16e plaats, dit betekende dat de club degradeerde naar de Tweede divisie. Tevens deed de club mee aan het toernooi om de KNVB beker, hierin werd in de tweede ronde verloren van D.F.C. (0–3).

## Wedstrijdstatistieken

### Eerste divisie B
|       | AGOVV | Blauw-Wit | D.F.C. | EDO   | Excelsior | Fortuna | Helmond | Hermes DVS | RCH   | Rigtersbleek | SHS   | Sittardia | Stormvogels | Vitesse | Volendam |
| ----- | ----- | --------- | ------ | ----- | --------- | ------- | ------- | ---------- | ----- | ------------ | ----- | --------- | ----------- | ------- | -------- |
| Thuis | 2 – 1 | 0 – 2     | 1 – 2  | 3 – 4 | 1 – 1     | 0 – 3   | 0 – 3   | 1 – 3      | 0 – 2 | 0 – 0        | 1 – 1 | 3 – 0     | 1 – 1       | 1 – 4   | 2 – 2    |
| Uit   | 2 – 0 | 3 – 0     | 5 – 1  | 4 – 2 | 2 – 0     | 2 – 1   | 0 – 2   | 4 – 0      | 4 – 1 | 2 – 1        | 2 – 2 | 6 – 2     | 5 – 0       | 5 – 0   | 2 – 2    |

### KNVB beker
| 1e ronde                                       | Emma        | 1 – 3 | EBOH        |
| 19 augustus 1956 Plaats: Dordrecht Reeweg      | Niet bekend |       | Niet bekend |
| 2e ronde                                       | D.F.C.      | 3 – 0 | EBOH        |
| 16 september 1956 Plaats: Dordrecht Krommedijk | Niet bekend |       |             |

## Statistieken EBOH 1956/1957

### Eindstand EBOH in de Nederlandse Eerste divisie B 1956 / 1957
| Stand | Gespeeld | Gewonnen | Gelijk | Verloren | Punten | Doelpunten voor | Doelpunten tegen |
| ----- | -------- | -------- | ------ | -------- | ------ | --------------- | ---------------- |
| 16e   | 30       | 3        | 7      | 20       | 13     | 30              | 77               |

### Topscorers
| #                    | Naam            | Goal |
| -------------------- | --------------- | ---- |
| 1.                   | Fred Wouters    | 6    |
| 2.                   | Wim Kwakernaat  | 4    |
| 2.                   | Cor Scheurwater | 4    |
| 2.                   | Jan Schoon      | 4    |
| 5.                   | Bertus Spoor    | 3    |
| 6.                   | Rein de Bruyn   | 2    |
| 6.                   | Arie Hegemans   | 2    |
| 6.                   | Bas Hijbeek     | 2    |
| 9.                   | Jan Oosthoek    | 1    |
| 9.                   | Joop Schnebeli  | 1    |
| Onbekende doelpunten |                 |      |
| –                    | Onbekend        | 4    |
| Totaal               | Totaal          | 30   |

| #      | Naam     | Goal |
| ------ | -------- | ---- |
| –      | Onbekend | 3    |
| Totaal | Totaal   | 3    |